# Cristóvão de Haro
Cristóvão de Haro foi um comerciante de origem flamenga sediado em Lisboa no século XVI. Destacou-se por ter fornecido apoio financeiro para a viagem de Fernão de Magalhães em 1519, que resultaria na primeira circum-navegação do mundo. 
Seu irmão, Jacob de Haro, dirigia uma empresa comercial sediada em Antuérpia. Cristovão de Haro estabeleceu-se em Lisboa como representante desta empresa. Mais tarde, c.1519, após um desentendimento com o rei português D.Manuel I de Portugal, Cristovão de Haro juntou-se a vários portugueses descontentes em Sevilha, Espanha. Aí veio a fornecer um quarto do custo da expedição de Fernão de Magalhães, que navegou em nome da Espanha. Três quartos do custo foi coberto pelo rei de Espanha Carlos V, Sacro Imperador Romano. 
O autor Maximiliano da Transilvânia (Maximilianus Transilvanus) casado com Francisca, filha de Jacob de Haro, ficou assim bem posicionado para escrever o primeiro relato da viagem de Magalhães, publicado em 1523, precedendo o relato de Antonio Pigafetta. Transilvanus observou que Cristovão de Haro assistira cMagalhães e Rui Faleiro consideravelmente na apresentação de suas propostas perante os conselheiros reais espanhóis.